# Otocepheus nepenthes
Otocepheus nepenthes är en kvalsterart som beskrevs av Sandór Mahunka 2000. Otocepheus nepenthes ingår i släktet Otocepheus och familjen Otocepheidae. Inga underarter finns listade i Catalogue of Life.